# Verhnea Sîrovatka
Verhnea Sîrovatka (în ucraineană Верхня Сироватка) este localitatea de reședință a comunei Verhnea Sîrovatka din raionul Sumî, regiunea Sumî, Ucraina.

## Demografie
Componența lingvistică a localității Verhnea Sîrovatka
     Ucraineană (94,42%)
     Rusă (5,24%)
     Alte limbi (0,1%)
Conform recensământului din 2001, majoritatea populației localității Verhnea Sîrovatka era vorbitoare de ucraineană (94,42%), existând în minoritate și vorbitori de rusă (5,24%).